# پل کوش
پل کوش (به فرانسوی: Paul Cuche) (۸ ژوئیهٔ ۱۸۶۸ -۵ اکتبر ۱۹۴۳ (۵۷ سال)) حقوقدان فرانسوی و نگارندهٔ شماری از رساله‌های حقوقی در زمینهٔ سیاست جنایی و سیاست کیفری بود.
او استاد و رئیس دانشکده حقوق گرنوبل و عضو کمیته عمومی هفته‌های اجتماعی بود.

## زندگی‌نامه
کوش در لونه‌ویل متولد شد. پدرش مدیر اداره تلگراف بود. در سال ۱۸۸۸ در رشته حقوق از دانشگاه کان فارغ‌التحصیل شد. او در سال ۱۸۹۱ دکترای حقوق خود را دریافت کرد و در سال ۱۸۹۶ موفق به دریافت مدرک استادی (اگره‌گاسیون) شد. در ۲۲ مارس ۱۸۹۸ در گرنوبل ازدواج کرد که حاصل آن چهار فرزند بود. از سال ۱۸۹۵ کوش استاد دانشگاه گرونوبل بود، در سال ۱۹۰۲ به مقام استاد دائم رسید. بیشتر کتاب‌ها و مقالات او به حقوق کیفری و علم زندانبانی می‌پردازد. وی همچنین دو اثر در زمینه فلسفه حقوق منتشر کرد.

## کتابشناسی - فهرست کتب
- ۱۹۰۱: کارکردهای حکم، مقدمه ای بر علم تعزیرات
- ۱۹۰۳: دردهای تربیتی
- ۱۹۰۵: رساله علم و تشریع تعزیرات
- ۱۹۰۷: التقاط در حقوق جزا
- ۱۹۱۹: با خواندن فقیهان فلاسفه
- ۱۹۲۵: خلاصه حقوق کیفری
- ۱۹۲۶: خلاصه آیین دادرسی مدنی و بازرگانی، ویرایش. دالوز
- ۱۹۲۸: کنفرانس‌های فلسفه حقوق، ویرایش. دالوز
- ۱۹۳۶: خلاصه قوانین صنعتی، ویرایش. دالوز